# Erysimum mayorii
Erysimum mayorii là một loài thực vật có hoa trong họ Cải. Loài này được Álv.Mart., Nava & Fern.Casado mô tả khoa học đầu tiên năm 1986.